# Trust Me I’m a Genie
Eu sou um Gênio (em inglês: Trust Me I’m a Genie) é uma animação criada por Lee Walters e produzida pelos estúdios Millimages, Canal + (França) e BBC em HD. No Brasil a animação já passou pelo canal pago Gloob e atualmente passa em TV aberta na TV Brasil.

## Sinopse
Com 52 episódios, a série apresenta o camelo Diego e seus amigos vivendo tranquilamente Oásis no meio do deserto, quando um dia ele encontra uma lata de refrigerante em meio as areias e ao agitar a lata, surge o gênio Ziggy que lhe concede três desejos. Depois de Dois deles serem realizados, Diego vai fazer o terceiro pedido, porém a lata se enche de areia e a magia acaba. Agora o camelo e seus amigos farão de tudo para que o gênio volte e realize o último desejo.